# Локални избори у Босни и Херцеговини 2000.
Локални избори у Босни и Херцеговини 2000. одржани су 8. априла. Били су ово други по реду локални избори у БиХ након Дејтонског споразума. Организовани су под супервизијом ОЕБС-а, али је у односу на претходне локалне изборе, велики дио одговорности за њихово одржавање препуштен домаћој изборној администрацији. На овим изборима је било још значајних промјена. Гласало се на отвореним листама, а предвиђено трајање мандата изабраних представника је продужено са двије на четири године. Избори су одржани 8. априла у свим општинама осим Сребренице и Брчко Дистрикта. Учествовало је укупно 279 политичких субјеката, од чега 98 политичких странака, 15 коалиција и 166 независних кандидата.

## Резултати
На изборе је изашло укупно 1.667.078 или 65,64% бирача. Највећи број мандата у Републици Српској освојили су кандидати Српске демократске странке, а у Федерацији БиХ кандидати Странке демократске акције. Поред њих, апсолутну или релативну већину мандата у некима од општина у БиХ освојиле су Хрватска демократска заједница БиХ, Социјалдемократска партија БиХ, Савез независних социјалдемократа, Српски народни савез, Демократска народна заједница БиХ, Странка за БиХ, Социјалистичка партија РС, Завичајни социјалдемократи, те Коалиција за цјеловиту и демократску БиХ (СДА — СзБиХ).